# Zwinger
El Zwinger és un antic lloc d'esbarjo i escenari de festivitats dels reis de Saxònia, avui transformat en museu.
Es troba a Dresden, Alemanya. Va ser construït sobre l'emplaçament de l'antiga fortalesa de Dresden, la muralla exterior de la qual s'ha conservat parcialment. La paraula "Zwinger" (camí de ronda de l'escarpa) designa precisament la part situada entre les muralles exteriors i interiors d'una fortalesa. En efecte, a l'època d'August el Fort, el conjunt es trobava fora de la ciutat. És un dels principals atractius de Dresden, en particular perquè acull museus de les Col·leccions Nacionals de Dresden (Staatliche Kunstsammlungen Dresden), així com la Gemäldegalerie Alte Meister, la Rüstkammer i la Porzellansammlung .

## Història
El Zwinger va ser encarregat el 1709 per l'elector de Saxònia August II conegut com "el fort" i realitzat per Matthäus Daniel Pöppelmann entre 1711 i 1722. El recinte es va cloure amb la construcció, entre 1847 i 1854, de l'edifici de la Galeria de Pintures, cos realitzat per Gottfried Semper i que es coneix com Sempergalerie. El conjunt es va veure molt deteriorat pels bombardejos produïts el 13 de febrer de 1945, en el marc de la Segona Guerra Mundial. El Zwinger va ser un dels primers edificis reconstruïts a Dresden després de la guerra, tot i que la seva restauració no finalitzà fins a la dècada de 1960.

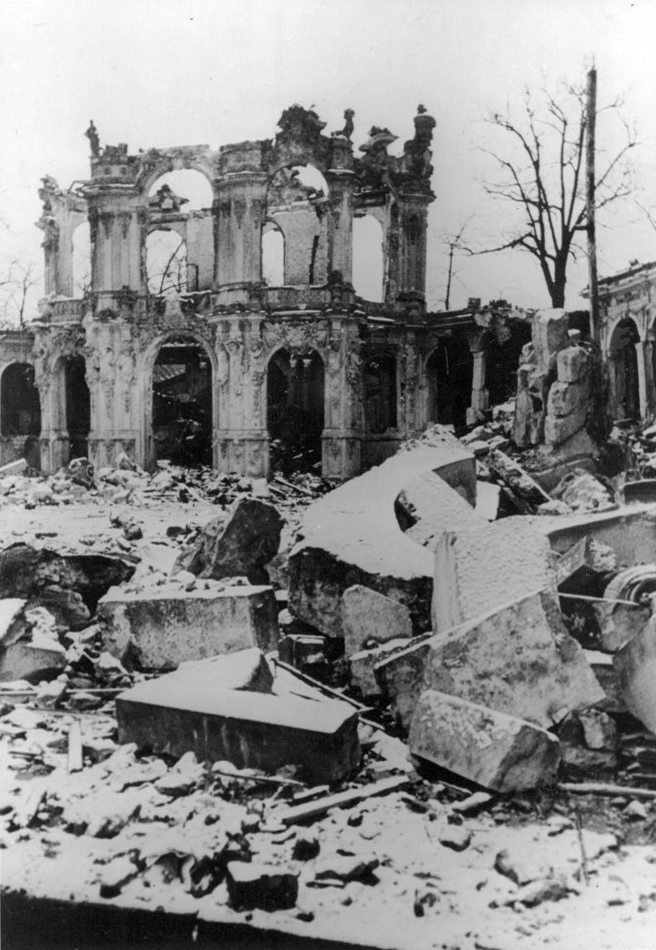
Aspecte del Wallpavillon després dels atemptats de 1945.

## Descripció
Juntament amb la Hofkirche (catedral de la Santíssima Trinitat) al nord-est i la Semperoper (òpera de l'arquitecte Gottfried Semper) a l'oest, el Zwinger forma part de la Theaterplatz (plaça del Teatre).
El nucli barroc-rococó del Zwinger consta de sis pavellons connectats per galeries. Els dos principals són el Wallpavillon, ornat amb talles barroques i rematat per una estàtua d'Hèrcules, i el Glockenspielpavillon, que conté a la façana un carilló de porcellana de Meissen instal·lat entre 1924 i 1936. L'entrada al recinte s'efectua per la Kronentor (Porta de la Corona) a l'oest, una torre rematada d'una cuculla bulbosa amb acabats daurats.
A l'època d'August el Fort el flanc nord est del conjunt estava obert al riu Elba, però a mitjan s. XIX es va cloure amb la Sempergalerie, un gran cos d'estil neorenaixentista que acull la Gemäldegalerie Alte Meister.

## Museus
La Gemäldegalerie Alte Meister (Galeria de Pintures de Mestres Antics) del Zwinger és una de les principals atraccions culturals de Dresden. S'hi presenta una col·lecció de pintures de grans mestres com Rubens, Sandro Botticelli, Albrecht Dürer, Paolo Veronese i Rafael, de la que cal destacar la famosa Madonna Sixtina.
La Rüstkammer (sala d'armes) allotja una destacada col·lecció d'armes dels selges XVI i XVII en la seva majoria. El Porzellansammlung (col·lecció de porcellana) conté una col·lecció molt rica de porcellana de Meissen, i el Mathematisch-Physikalischer Salon (Saló de Matemàtiques i Física) una magnífica col·lecció de rellotges i instruments científics.

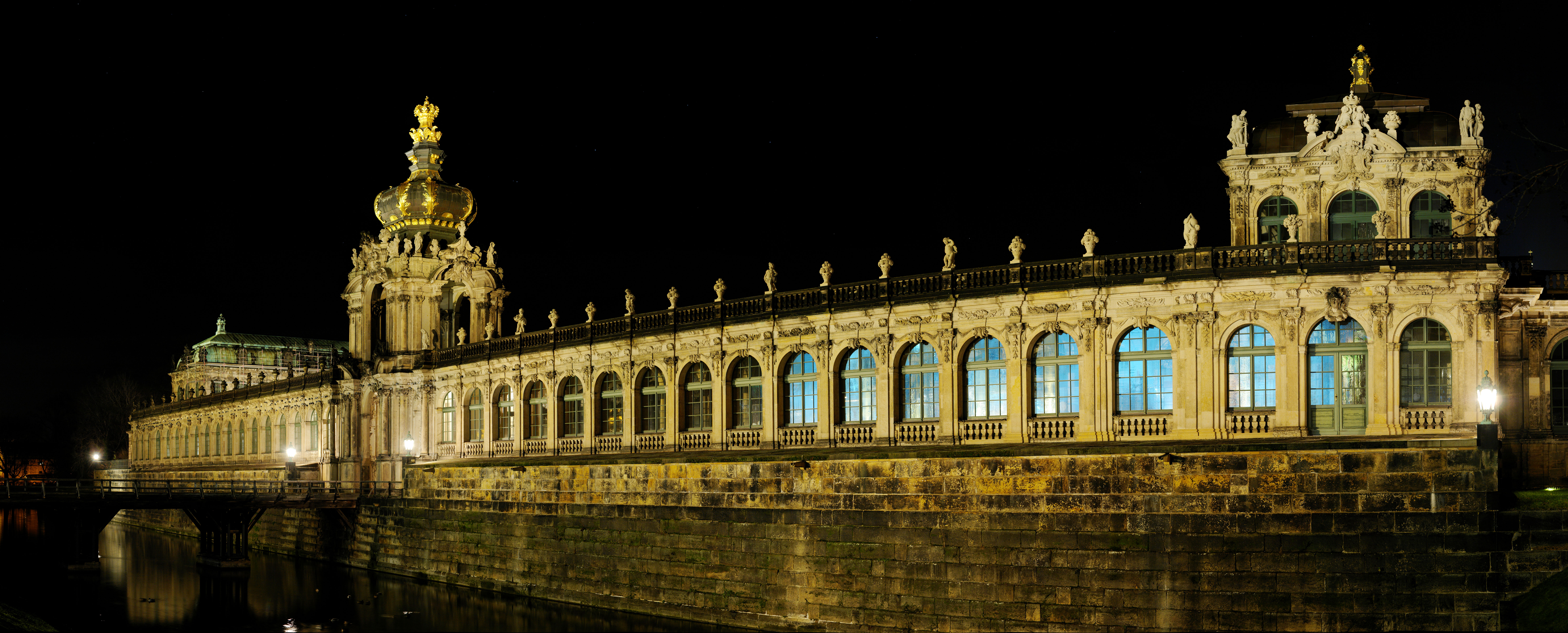
L'entrada al Zwinger a través del Kronentor .
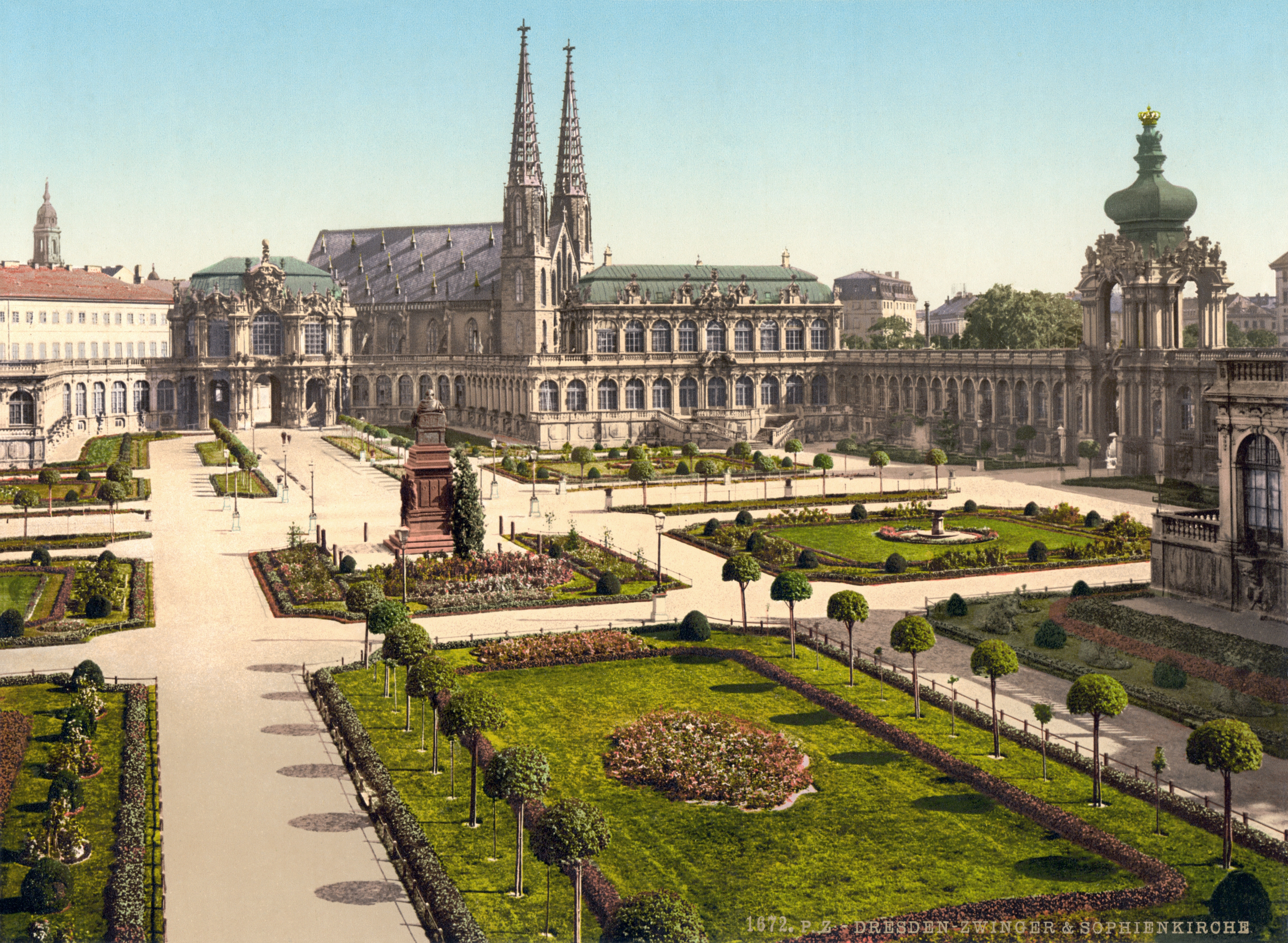
Al voltant de 1890-1900.
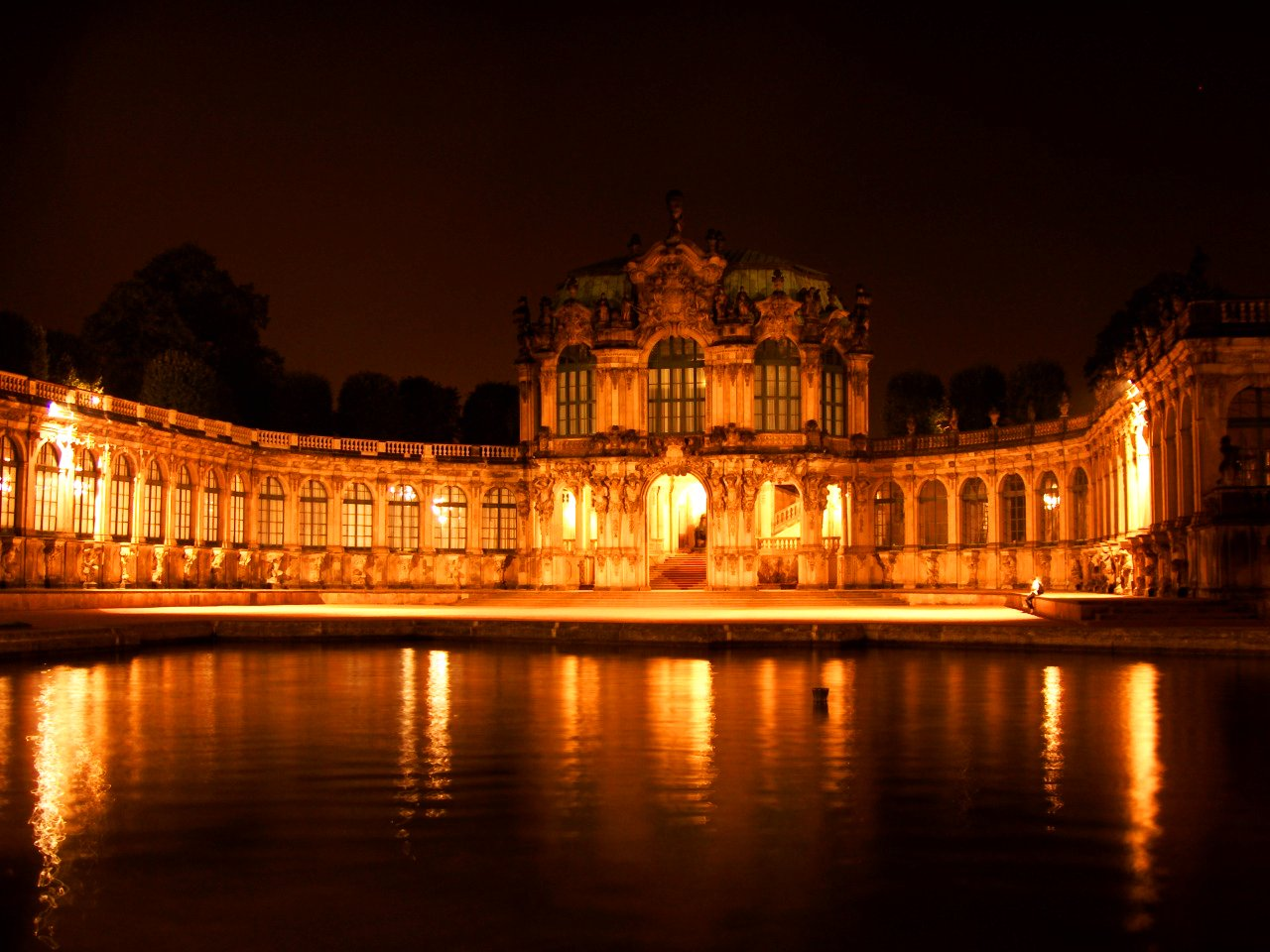
El Zwinger a la nit.
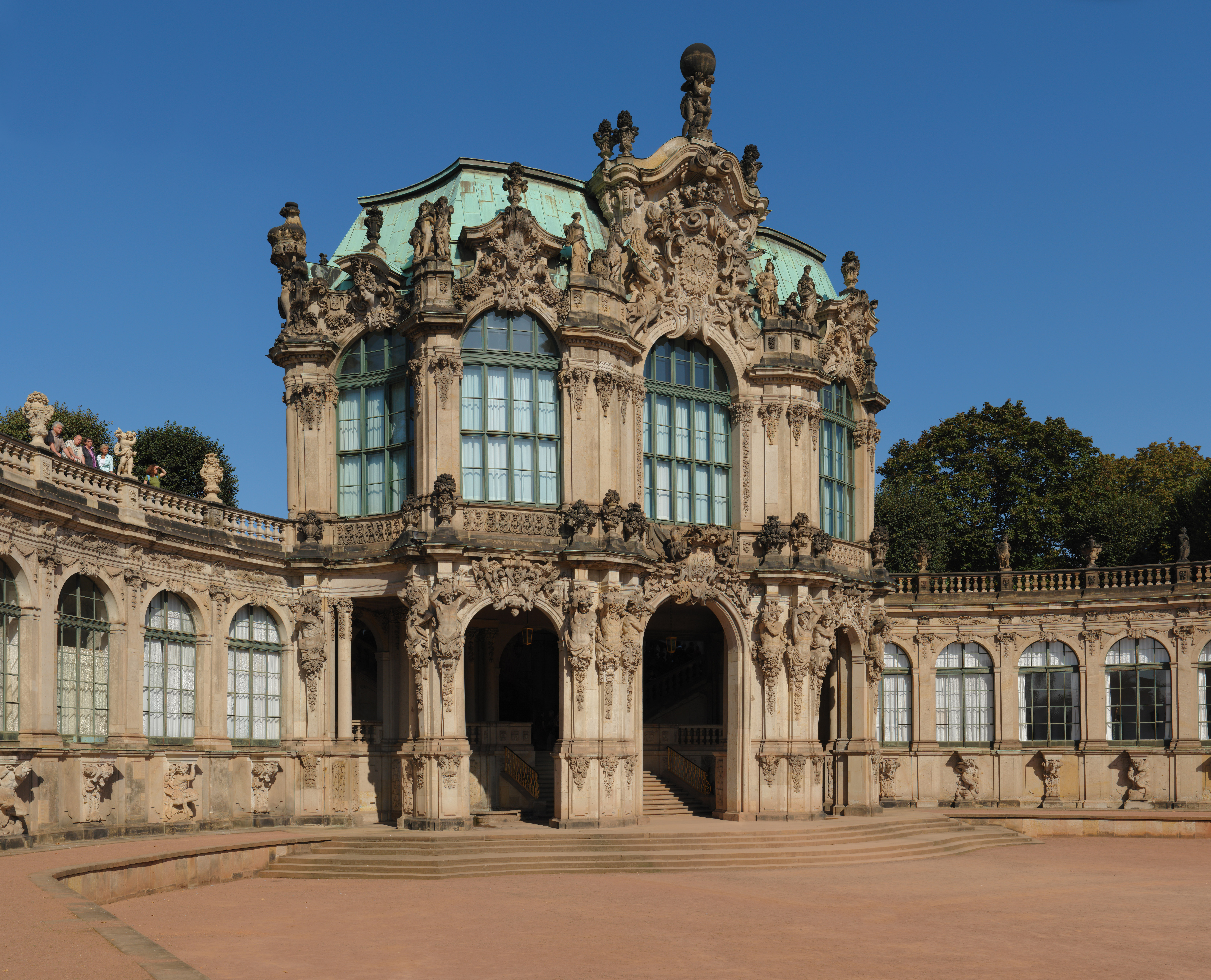
El Wallpavilion .
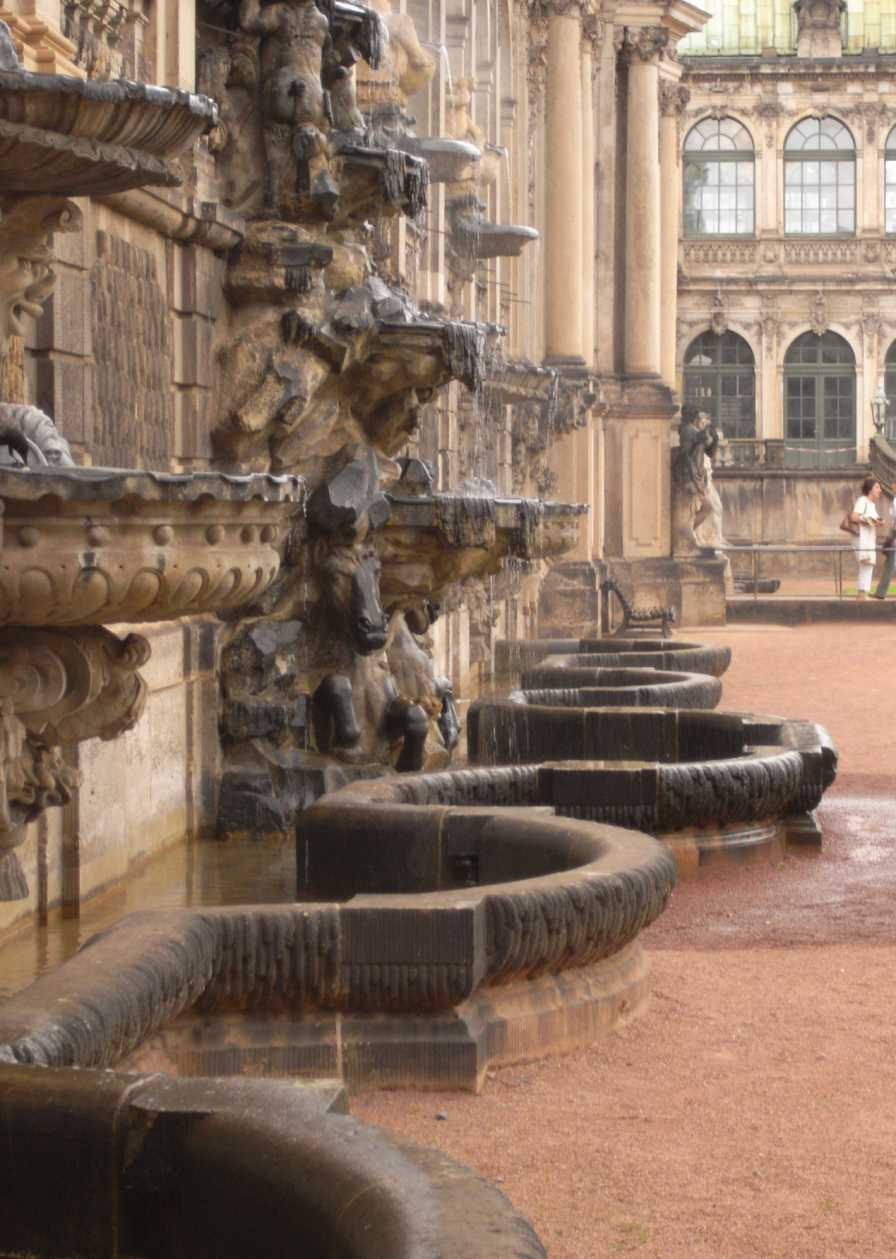
Fonts.
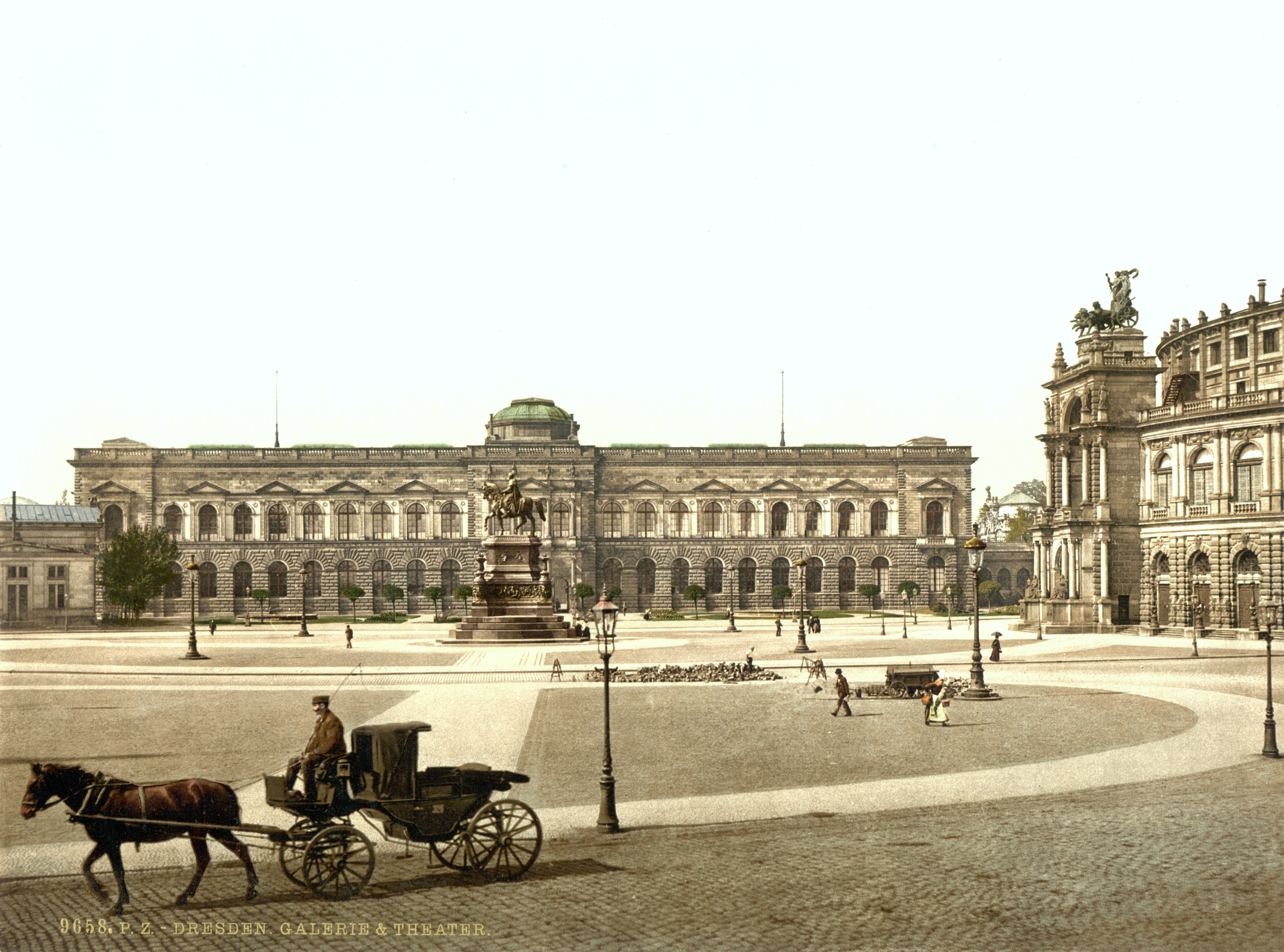
Plaça del Teatre l'any 1900.
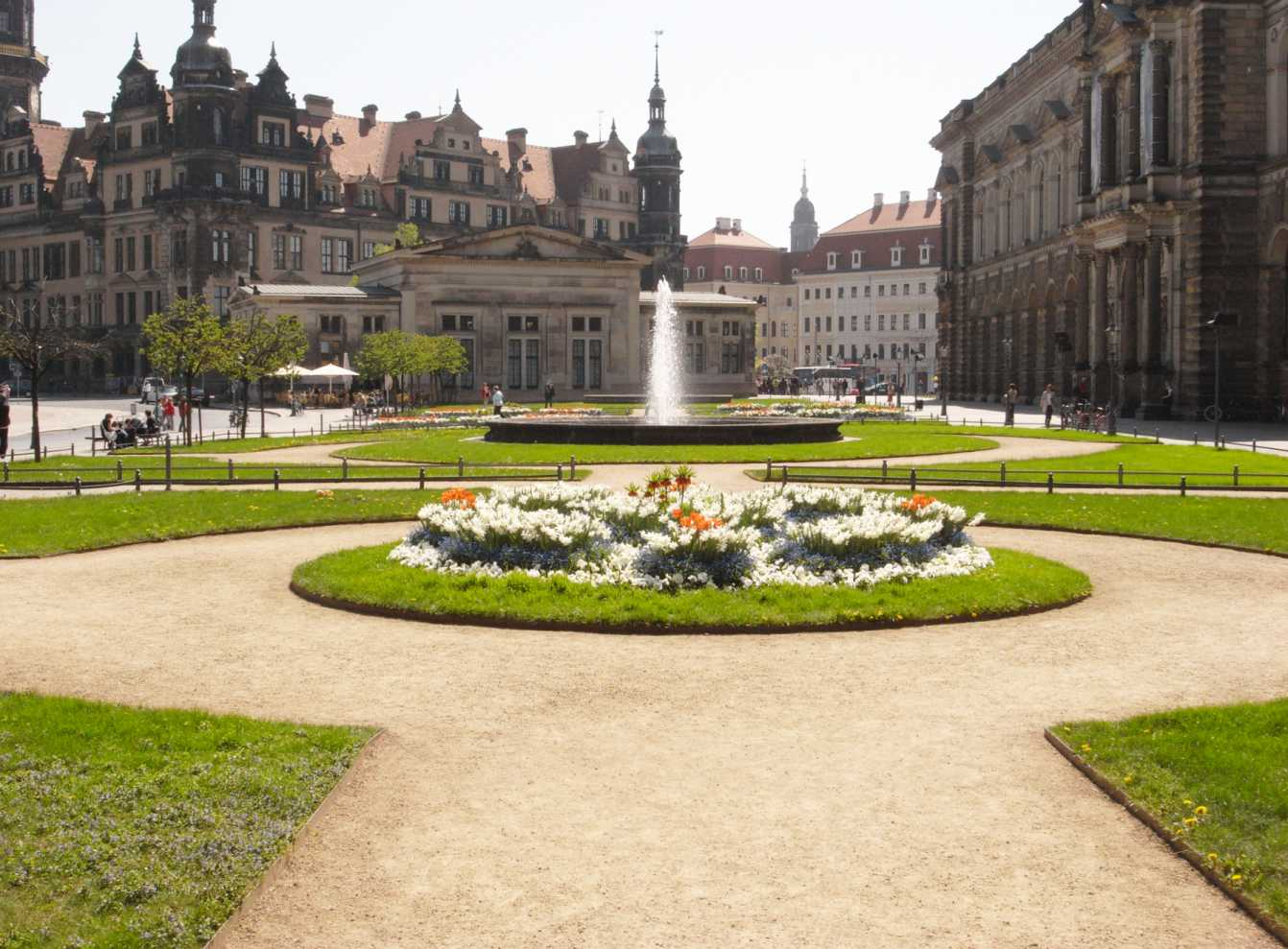
Jardí davant del Zwinger.